# チャナナン・ポームブッパ
チャナナン・ポームブッパ（英: Chananan Pombuppha、タイ語: ชนานันท์ ป้อมบุปผา、1992年3月17日 - ）は、タイ・パトゥムターニー出身のサッカー選手。タイ・プレミアリーグ・BGパトゥム・ユナイテッドFC所属。タイ代表。ポジションはフォワード。

## 来歴

### クラブ
2015年、ムアントン・ユナイテッドFCへ復帰した。

## タイトル

### クラブ
ムアントン・ユナイテッドFC
- タイ・プレミアリーグ：1回 (2009)

### 代表
U-19タイ代表
- AFF U-19ユース選手権：1回 (2009)

U-23タイ代表
- BIDCカップ：1回 (2013, 2015)